# Turistická značená trasa 0317
 Turistická značená trasa 0317 je 22 km dlouhá červeně značená trasa Klubu českých turistů v okrese Děčín spojující Jetřichovice s Jedlovou. Její převažující směr je východní. Úvodní část se nachází v Děčínské vrchovině na území CHKO Labské pískovce, navazující větší část pak v Lužických horách na území stejnojmenné CHKO. Je v celé délce sledována Evropskou dálkovou trasou E3.

## Průběh trasy
Turistická trasa má svůj počátek v centru Jetřichovic, kde plynule navazuje na stejně značenou trasu 0331 z Mezní Louky. Dále tudy prochází žlutě značená trasa 6952 z pod Suchého vrchu na vrch Růžovský, modře značená trasa 1640 od skalní kaple pod Kolištěm do České Kamenice a zeleně značená trasa 3942 z Jetřichovických stěn tamtéž. S posledními dvěma vede trasa 0317 zpočátku v souběhu.
Trasa nejprve stoupá jižním směrem podél silnice nad Jetřichovice ke Grieselovu kříži, kde končí souběh s trasou 1640, a poté klesá mezi chatami k místnímu koupališti, kde končí souběh s trasou 3942. Trasa 0317 mění směr na východní a vstupuje do skalnatého Pavlínina údolí, kterým vede po pěšině proti proudu Chřibské Kamenice. V jeho závěru se nachází rozcestí se zde výchozí modře značenou trasou 1631 do Brtníků. Trasa 0317 odtud stoupá skalnatým údolím Studeného potoka do vsi Studený, čímž opouští Děčínskou vrchovinu a vstupuje do Lužických hor.
Svou pouť Lužickými horami trasa zahajuje prudkým stoupáním do severozápadního svahu Studence. Vrchol trasa míjí jižním svahem, k samotnému vrcholu s rozhlednou je zřízena rovněž červeně značená odbočka. Ze Studence trasa sestupuje na severovýchodní okraj Lísky, kde vede v krátkém souběhu s modře značenou trasou 1604 z České Kamenice do Rybniště. Poté stoupá k jihovýchodu do sedla mezi Javorkem a Zlatým vrchem, k okraji stejnojmenné národní přírodní památky je odtud zřízena rovněž červeně značená odbočka.
Trasa pokračuje severovýchodním směrem lesní cestou úbočím Javorku a poté Širokého kopce, kde vstupuje na Karlovu cestu. Po ní vede do sedla Křížový Buk, kde křižuje silnici II/263 a zeleně značenou trasu 3957 z Chřibské do Nového Boru. Trasa dále pokračuje zpevněnou lesní cestou jižními svahy Hřebce a Popelu. V jižním svahu Malé Tisové křižuje silnici z Horní Chřibské do Dolního Falknova a vstupuje na tzv. Okružní cestu, kterou v celé její délce sleduje do sedla Velké Tisové a Středního vrchu. Odtud klesá východním směrem k Jedlovskému nádraží, kde končí na rozcestí se zeleně značenou trasou 3951 z Nové Huti do Varnsdorfu a žlutě značenou trasou 6924 z Chřibské do Stožeckého sedla.

## Turistické zajímavosti na trase
- Skalní útvary v okolí Jetřichovic
- Památný buk v Pavlínině údolí
- Přírodní rezervace Pavlínino údolí
- Johnova kaple ve Studeném
- Přírodní rezervace Studený vrch
- Vrchol s rozhlednou Studenec
- Památník padlých v bitvě pod Studencem
- Národní přírodní památka Zlatý vrch
- Československé lehké opevnění